# Tri châu
Tri Châu (Hán Việt: 知州) là một chức quan trong hệ thống quan chế các triều đình phong kiến Trung Quốc và Việt Nam. Tri châu là người đứng đầu một châu, có quyền hạn cao nhất cả về dân sự lẫn quân sự trong địa hạt. Giới sĩ nhân thường nhã xưng quan viên tri châu là "châu mục" (州牧), "thái thú" (太守), "quận thú" (郡守), "quận doãn" (郡尹), "thứ sử" (刺史)...